# Dentimargo mayii
Dentimargo mayii is een slakkensoort uit de familie van de Marginellidae. De wetenschappelijke naam van de soort is voor het eerst geldig gepubliceerd in 1900 door Tate.